# Marcellin Boule
Marcellin Boule (1 de enero de 1861 — 4 de julio de 1942) fue un paleontólogo francés.

## Biografía
Estudió y publicó el primer análisis de un Homo neanderthalensis completo. El fósil descubierto en La Chapelle-aux-Saints era de un homínido de avanzada edad y Boule lo caracterizó como a un ser bípedo bestial, de rodillas curvadas y no erguido en su totalidad. En una ilustración que realizó, el neandertal parecía un gorila peludo con los dedos de los pies opuestamente encarados. Esto se debe a que el esqueleto que examinó padecía artritis. Como resultado, los neandertales fueron vistos como criaturas primitivas en las siguientes décadas.
Boule también ayudó a desenmascarar el bulo conocido como el "Hombre de Piltdown". En 1915, Boule hizo público que la mandíbula pertenecía a un mono, en vez de a un ancestro humano.